# Gastrolobium bilobum
Gastrolobium bilobum, là loài cây bản địa Tây Nam Tây Úc. Loài này thuộc họ Fabaceae và có lẽ là loài độc nhất trong chi Gastrolobium, chứa mức độ cao monofluroacetic acid.
Loài này cao 4 m.
Loài này đã được chính thức mô tả lần đầu bởi nhà thực vật học Robert Brown và được xuất bản trong Hortus Kew năm 1811.